# Lộc Thái
Lộc Thái là một xã thuộc huyện Lộc Ninh, tỉnh Bình Phước, Việt Nam.

## Địa lý
Xã Lộc Thái có diện tích 15,70 km², dân số năm 1999 là 7.595 người, mật độ dân số đạt 484 người/km².

### Tài nguyên thiên nhiên

#### Tài nguyên đất
Xã Lộc Thái có tổng diện tích tự nhiên: 1.621,46 ha trong đó: Diện tích đất nông nghiệp: 1.383,98 ha.

### Dân số
Tổng số hộ: 1.835 hộ và tổng số khẩu: 8.127 khẩu.

## Kinh tế
Chủ yếu sống bằng nghề sản xuất Nông nghiệp, chăn nuôi.
Hiện nay tỷ lệ hộ sản xuất nông nghiệp chiếm 70%, hộ sản xuất kinh doanh vận tải chiếm 30%.
Thế mạnh của xã chủ yếu vận dụng vào thực tế của địa phương để phát triển đa dạng hóa cây trồng vật nuôi phù hợp với điều kiện của địa phương tiêu thụ nội địa.
Riêng phát triển dịch vụ buôn bán ngành nghề vận tải và các dịch vụ khác động viên nhân dân tiếp tục đầu tư vào lĩnh vực dịch vụ vận tải- thương mại nhằm giảm bớt tỷ lệ hộ sản xuất nông nghiệp.